# Ланн, Жан
Жан Ланн (фр. Jean Lannes; 10 апреля 1769, Лектур, Франция — 31 мая 1809, Эберсдорф, Австрия) — французский военный деятель, 1-й герцог Монтебелло (с 1 июня 1808 года), маршал Империи (с 19 мая 1804 года), участник революционных и наполеоновских войн.
Наполеон сказал о нём: «У Ланна мужество было сильнее разума; но разум просыпался каждый день, чтобы восстановить равновесие; я нашёл его пигмеем, а потерял гигантом». В итальянской кампании 1796-1797 годов дважды спас жизнь Наполеону. Вот как его охарактеризовал наполеоновед и франковед Манфред: «Ланн был одним из самых выдающихся военачальников блестящей наполеоновской плеяды. Отважный, прямой, резкий, он заслужил почётное прозвище Роланда французской армии». И дальше: «в самостоятельном руководстве операциями обнаружил замечательные способности».

## Начало военной карьеры. Знакомство с Бонапартом и служба под его началом, 1796—1800 гг
Жан Ланн, ровесник Бонапарта, родился в Лектуре (Гасконь), в семье крестьянина Жана Ланна (1733—1812), впоследствии ставшего мелким буржуа — торговцем недвижимостью, и его супруги Сесиль Фуреньян (Cécile Fouraignan, 1741-1799). В семье было 8 детей (у Жана было 4 брата и 3 сестры). Выучился грамоте благодаря старшему брату Бернару, который получил хорошее образование, поступил в семинарию и стал священником. С началом войны революционной Франции с коалицией европейских монархий, Жан оставил нелюбимую работу ученика красильщика, и летом 1792 года поступил на военную службу во 2-й батальон волонтёров департамента Жер.
Как и многие его товарищи, он сперва был направлен в Ош, где дислоцировался батальон, а затем в Мирей, лагерь близ Тулузы, чтобы завершить своё обучение. Лагерем руководил генерал Жан-Антуан Марбо. Здесь же он встретил будущего маршала Пьера Ожеро, тогда генерал-адъютанта. В июне того же года он был избран сослуживцами младшим лейтенантом батальона. Непосредственным начальником Ланна в учебном лагере стал лейтенант Пьер-Шарль Пузе, служивший до революции в королевской армии в Шампанском полку. 2-й батальон, в котором также служило два брата Жана, был определён в состав Армии Восточных Пиренеев. 17 мая 1793 года на перевале Сен-Лоран-де-Сердан младший лейтенант Ланн получил своё боевое крещение в боях с испанцами генерала Рикардос. В одном из боёв батальон Ланна охватила паника и бойцы обратились в бегство. Молодой офицер бросился в гущу беглецов и крепкими выражениями сумел не только остановить, но даже увлечь солдат в контратаку. В сентябре 1793 года получил звание лейтенанта, а в октябре — капитана. 30 октября 1793 года получает своё первое ранение: в бою у Баньюльс-сюр-Мера пуля попадает ему в левую руку. Отличился в сражении у Виллелонга. По окончании боевых действий против Испании, Ланн получает под своё командование 105-ю линейную полубригаду (полк), которая вошла в состав Итальянской армии. В сражении при Лоано  23 ноября 1795 года вновь проявил себя с самой лучшей стороны.
В результате реорганизации армии, устроенной Директорией в конце 1795 года, Жан был понижен в звании и переведён на половинное жалованье. Ланн не смог стерпеть этого и вышел в отставку.
Вернулся на военную службу в начале 1796 года в звании командира батальона (99-я линейная полубригада) для участия в 1-й итальянской кампании 1796—1797 годов. Под командованием генерала Бонапарта, который заметил его в апреле 1796 года в бою при Дего, Ланн получил под своё начало 69-ю линейную полубригаду, а через короткое время стал командиром сводной полубригадой, состоящей из 6-го и 7-го гренадерских батальонов, подкрепленных 4-м батальоном карабинеров. Вскоре эта полубригада получила название «адская колонна». Её задачей было действовать в авангарде Итальянской армии.
Уже вскоре Ланн показал свою храбрость в бою у Пьяченцы, когда во главе авангарда гренадер первым вступил на берег реки Треббия, контролируемый австрийцами. Ланн был среди тех, кто в сражении при Лоди увлёк солдат за собой, не обращая внимание на убийственный огонь вражеской артиллерии и, тем самым, способствовал выигрышу битвы Наполеоном. В бою при Бассано (в сентябре 1796 года) австрийцы не смогли устоять под напором наступления, которое возглавил полковник Ланн, ставший подлинным героем этого дня. На следующий день Ланн был повышен в звании до бригадного генерала. Спустя неделю, 15 сентября новоиспеченный бригадный генерал получил огнестрельную рану в ногу и штыковую в бедро в сражении при Говерноло, а 15 ноября был трижды ранен пулями в сражении при Арколе, но, несмотря на это, сражался при Павии и Риволи, а с 26 января следующего года командовал авангардом дивизии генерала Виктора.
В январе 1798 года Ланн был переведён в Армию Англии, а в марте — Восточной армии. В Египетском походе Бонапарта сперва командовал 2-й пехотной бригадой в дивизии генерала Клебера, а затем возглавлял пехотную дивизию вместо генерала Оноре Виаля (который был назначен Бонапартом на должность губернатора Розетты).
В 1799 году успешно осуществил штурм Яффы. Участвовал в неудачном штурме крепости Акра (8 мая того же года), где был ранен пулей в шею и два дня спустя был произведён в дивизионные генералы. 27 июля того же года получил пулевое ранение в ногу в сражении при Абукире, где во главе двух батальонов захватил турецкий редут.
После возвращения во Францию активно участвовал в перевороте 18 брюмера (9 ноября 1799 года), с 12 ноября по 27 декабря 1799 года — командующий 9-го и 10-го военных округов, 29 марта 1800 года переведён в Резервную армию.
16 апреля 1800 года назначен главнокомандующим и генеральным инспектором Консульской гвардии. С 10 мая 1800 года возглавил авангард Резервной армии генерала Бонапарта. Во 2-й итальянской кампании разбил австрийцев в бою при Шатийоне (16 мая 1800 года). В сражении при Монтебелло (9 июня 1800 года) Ланн сумел продержаться до подхода подкреплений, после чего сам атаковал австрийцев и отбросил их к Тортоне, захватив 5,000 пленных. В сражении при Маренго (14 июня 1800 года) во главе гвардейских частей несколько часов сдерживал яростные атаки австрийцев. Неоднократно останавливался и под картечным огнём бросал в штыковую атаку своих солдат. За эти действия был награждён Первым консулом почётной саблей.

## Межвоенный период и дипломатическая служба, 1801—1804 гг
Оставаясь ярым республиканцем, Ланн постоянно конфликтовал со своим другом Бонапартом, осуждая последнего за примирение с церковью, за амнистию дворян и отход от республиканских традиций. Генерал принципиально продолжал обращаться к Первому консулу на «Ты», тогда как все остальные уже обращались к нему на «Вы». В результате первый консул, желая уберечь своего друга от необдуманных поступков, воспользовался образовавшейся недостачей в кассе Консульской гвардии (не хватало 200,000 франков), и 14 ноября 1801 года снял неугомонного генерала с должности и направил полномочным министром и чрезвычайным посланником в Португалию. Благодаря генералу Ожеро, данную недостачу Ланн позднее возместил. Этот инцидент охладил отношение Ланна к Наполеону, однако действия Первого консула уберегли генерала от необдуманных действий (дело в том, что многие республикански настроенные офицеры, особенно Бернадотт, всячески подзуживали Ланна на действия против Наполеона).
С 14 ноября 1801 года по 22 марта 1805 года Жан Ланн был послом Франции в Португалии. Его задачей было уменьшить английское влияние в этой стране и сколько возможно упрочить французское влияние.
Дипломатическое поприще было непривычным для боевого генерала и не соответствовало его природным склонностям и чертам характера.
Тем не менее ему удалось сделать многое из того, что было поручено Первым консулом: добиться удаления из страны некоторых особенно агрессивных французских эмигрантов-заговорщиков; снять с должности проанглийского министра иностранных дел Алмейду; и, что очень важно, добиться дружеского расположения принца-регента Жуана, что позволило Ланну сильно уменьшить влияние Англии на португальские дела.
19 мая 1804 года Ланн стал маршалом Империи, также принимал участие в коронации Наполеона. По возвращении из Португалии возглавил авангард Армии Берегов Океана, предназначенной для вторжения в Англию.

## Служба в Великой Армии императора Наполеона, 1805—1807 гг
С августа 1805 года — командир 5-го армейского корпуса Великой Армии (пехотные дивизии Удино, Газана и Сюше, а также бригады лёгкой кавалерии Фоконне и Трейяра).
Во время Ульмской кампании Ланн во главе сводной гренадерско-вольтижёрской дивизии Удино проявил инициативу и, придя на помощь принцу Йоахиму Мюрату, добился крупного успеха при Вертингене. После капитуляции генерала Мака, шёл в авангарде Великой Армии вместе с Мюратом, преследуя отступающий русские войска Кутузова. Отличился при взятии моста в Вене и в бою при Холлабрунне три дня спустя. В сражении при Аустерлице действовал на левом фланге французов против сил Багратиона. Сразу после сражения, вследствие разногласий с императором, передал командование корпусом генералу Сюше, и вернулся во Францию.
С началом кампании 1806 года против Пруссии, маршал вновь возглавил 5-й корпус, который действовал на левом фланге Великой Армии. 10 октября в битве при Заальфельде Ланн разбил корпус принца Людвига. Во время битвы при Йене корпус Ланна вынес главную тяжесть первого этапа сражения. Лично возглавил штыковую атаку 100-го полка линейной пехоты. 26 декабря 1806 года вступил в сражение с русскими войсками в бою при Пултуске на правом берегу Нарева. Ланн имел здесь кроме 2-х собственных дивизий (Сюше и Газана) ещё одну дивизию (Гюдена) из 3-го корпуса маршала Даву (всего около 20 тыс. чел. против 40 тыс. и 40 пушек у русских под началом Беннигсена). После ожесточённого боя Ланн оттеснил неприятеля с поля битвы. Но обе стороны понесли серьёзные потери. Сам маршал был ранен и отбыл на лечение во Францию. На посту командира корпуса его заменил генерал-адъютант Наполеона генерал Савари.
5 мая 1807 года Ланн возглавил новообразованный резервный корпус (пехотные дивизии Удино и Вердье). В сражении при Гейльсберге его атака, однако, не только оказалась неудачной, но и стоила возглавляемой им дивизии 2,284 человек убитыми и ранеными. В то же время, Ланн внёс значительный вклад в победу в сражении при Фридланде. В этой битве 26 000 французов под командованием маршала Ланна удерживали позиции против 80 000 русских под командованием генерала Беннигсена до тех пор, пока на поле боя не подошёл сам Наполеон со свежими силами.
В сентябре 1807 года Ланн, уже будучи маршалом Франции, получил престижную церемониальную должность генерал-полковника (генерал-инспектора) швейцарцев (т.е. швейцарских войск на французской службе).

## Кампании в Испании и Австрии, 1808—1809 гг
В конце октября 1808 года Ланн получил приказ Наполеона направиться в Байонну и присоединиться к Армии Испании. 18 ноября он возглавил 3-й и часть 6-го армейского корпуса, и пять дней спустя, во главе 30-тысячноц армии, разгромил 45-тысячную испанскую армию генерала Кастаньоса в битве при Туделе, а затем в течение 2-х месяцев вёл тяжелейшую осаду Сарагосы. Город, ожесточённо защищавшийся не только испанскими солдатами, но и местными жителями, включая взявшихся за оружие женщин, подростков, священников и монахов, сдался лишь 21 февраля следующего года.
С января 1809 Ланн возглавлял 3-й и 5-й корпуса Армии Испании, однако, вскоре был отозван во Францию для участия в войне против Австрии, и возглавил 2-й корпус Армии Германии. Принял участие в Австрийской кампании, сражался  при Абенсберге и при Ландсхуте. 23 апреля взял штурмом упорно сопротивлявшийся город-крепость Регенсбург, оборонявшийся арьергардом эрцгерцога Карла (ок. 6 тыс. чел.). Во время штурма «Роланд французской армии» лично возглавил штурмующие части.

## Ранение и смерть
13 мая 1809 года французы вошли в Вену. В сражении при Эсслинге 22 мая Ланн опрокинул австрийские войска, но затем был отрезан от главной армии и начал медленное отступление. Вечером 22 мая Наполеон передал ему командование армией у Эсслинга. Использовав небольшое затишье, Ланн решил обойти поле битвы со своим старым другом, генералом Пузе. Однако практически сразу Пузе был сражён шальной пулей в голову. Расстроенный, Ланн сел на небольшой холмик рядом с телом друга, но в этот момент и он был смертельно ранен ядром — ему раздробило обе ноги. Маршал был перевезён через Дунай на остров Лобау, где главный хирург гвардии Ларрей ампутировал ему левую ногу, и в течение нескольких дней Ланну стало лучше, но затем у него началась гангрена. Ланн впал в беспамятство. Начался сильный бред, во время которого Ланн продолжал командовать войсками, и даже несколько раз пытался вскочить с кровати, чтобы участвовать в схватках. А потом, совершенно неожиданно, лихорадка и бред отступили, и сознание маршала прояснилось. Он стал узнавать людей, подходивших к его кровати. Своему адъютанту Марбо, находившемуся около постели в ночь на 31 мая, он говорил о своей супруге, о своих детях, об отце. В тот же день, на рассвете, маршал тихо отошел в мир иной в возрасте 40 лет. Тело Ланна было перевезено в Париж и 6 июля 1810 года погребено в Пантеоне, а сердце похоронено на кладбище Монмартр.
Последние его слова были обращены к Наполеону: «Живите и спасите армию!»

…император держал его на руках когда ему ядром раздробило обе ноги, и во второй и последний раз в своей жизни Наполеон плакал.
Е. В. Тарле «Наполеон»

Имя маршала выбито на Триумфальной арке в Париже, его именем назван бульвар (16 округ).

## Семья
Маршал Ланн женился 19 марта 1795 года на Полетт Мерик (фр. Catherine Jeanne Josèphe Barbe Polette Meric; род. 1773), дочери богатого банкира из Перпиньяна. Брак был расторгнут 18 мая 1800 года (судебное постановление вступило в силу 22 августа). Его сын, Жан-Клод (1 февраля 1799 года, Монтобан — 1817), был объявлен незаконнорождённым. Несмотря на это, Жан-Клод утверждал, что ему принадлежит право первородства и титул пэра и добивался признания за собой этих прав через суд начиная с 1815 года, однако скончался в ходе разбирательства в суде в октябре 1817 года.
Второй раз Ланн сочетался 15 сентября 1800 года в Дорне (департамент Ньевр). Его избранницей стала Луизой де Гёэнёк (26 февраля 1782, Париж — 3 июля 1856, там же), дочь сенатора и финансиста Франсуа де Гёэнёка. В этом браке родились четыре сына и дочь:
- Луи Наполеон Огюст (30 июля 1801, Париж — 18 июля 1874, замок Марёй-Сюр-Е, департамент Марна), 2-й герцог Монтебелло, дипломат и государственный деятель, посол Франции в России.
- Альфред Жан[фр.] (11 июля 1802, Лиссабон — 20 июня 1861, Париж), 1-й граф Монтебелло (9 марта 1810 года) — государственный деятель.
- Жан Эрнэ (20 июля 1803, Лиссабон — 24 ноября 1882, город По), 1-й барон Монтебелло (4 ноября 1810 года) — государственный деятель.
- Гюстав Оливье[фр.] (4 декабря 1804, Париж — 29 августа 1875 года, замок Блоссвиль), барон Монтебелло.
- Жозефина Луиза (4 марта 1806, Париж — 8 ноября 1889, там же).

Этот брак был счастливым, супруги очень любили друг друга. Известны письма Ланна жене, полные нежности и любви. После смерти маршала, его супруга так и не вышла замуж второй раз, посвятив свою жизнь воспитанию детей.

## Адъютанты маршала Ланна
- Жак-Жерве Сюберви (1776—1856) — земляк Ланна, адъютант с 4 сентября 1797 года по 27 декабря 1805 года, с 27 декабря 1805 года — полковник, назначен командиром 10-го полка конных егерей.
- Шарль Гёэнёк (фр. Charles Louis Joseph Olivier Gueheneuc; 1783—1849) — шурин Ланна (младший брат жены), адъютант с декабря 1804 года по 31 мая 1809 года, с 9 января 1809 года — полковник, после смерти маршала стал адъютантом Наполеона.
- Жоаким Жером Кио дю Пассаж (1775—1849) — адъютант с 22 марта по 27 декабря 1805 года, с 27 декабря 1805 года — полковник, назначен командиром 100-го полка линейной пехоты.
- Франсуа Бюссьер (фр. François Jean-Baptiste Bussière; 1767—1842) — адъютант с 3 мая 1805 года по 31 декабря 1806 года, с 31 декабря 1806 года — майор 28-го полка линейной пехоты.
- Жозеф Мишо де Сен-Марс (фр. Joseph César Michaud de Saint-Mars; 1778—1853) — адъютант с 17 августа 1805 года по 31 мая 1809 года, с 17 июня 1809 года — полковник, командир 3-го полка конных егерей.
- Жан Томьер (фр. Jean Guillaume Barthélemy Thomières; 1771—1812) — адъютант с 7 января 1806 года по 11 июля 1807 года, с 11 июля 1807 года — бригадный генерал.
- Серафино д’Альбукерк (фр. Seraphino d'Albuquerque, исп. Serafino de Albuquerque; 1774—1809) — испанский маркиз, адъютант с 1 апреля 1808 года по 21 мая 1809 года. 21 мая 1809 года убит прямым попаданием ядра в сражении при Эсслинге.
- Шарль Юше де Лабедуайер (1786—1815) — адъютант с 14 января 1808 года по 31 мая 1809 года, с 9 января 1809 года — капитан, после смерти маршала — адъютант принца Евгения Богарне.
- Марселен Марбо (1782—1854) — сын генерала Жана-Антуана Марбо, адъютант с 2 ноября 1808 года по 31 мая 1809 года. После смерти Ланна — адъютант маршала Массена;
- Гийом О’Мира (фр. Guillaume O'Meara; 1764—1818) — ирландец по происхождению, адъютант с 12 января 1808 года по 31 мая 1809 года, с 6 января 1807 года — полковник.
- Франсуа-Жозеф де Вири (фр. François-Joseph Henri de Viry; 1786—1809) — адъютант с 27 октября 1805 года по 31 мая 1809 года. Скончался 16 июня 1809 года в Вене от ран, полученных в сражении при Эсслинге;
- Альбер де Ваттвиль (фр. Albert de Watteville; 1787—1812) — адъютант с 25 января 1808 года по 21 июня 1809 года, капитан.

## Награды и титулы
- 1-й герцог Монтебелло (декретом от 19.03.1808).
- Почётная сабля за отличие при Маренго (6.07.1800)
- Легионер Ордена Почётного легиона (24.09.1803).
- Великий офицер Ордена Почётного легиона (14.06.1803).
- Знак Большого Орла Ордена Почётного легиона (02.02.1805).
- Командор Ордена Железной короны (25.02.1806, Италия).
- Большой крест Ордена Христа (28.02.1806, Португалия).
- Большой крест Рыцарского ордена Золотого орла (1807, Вюртемберг).
- Большой крест Военного ордена Святого Генриха (26.09.1807, Саксония).
- Кавалер Ордена Святого апостола Андрея Первозванного (25.09.1808, Россия).
- Кавалер Ордена Святого Александра Невского (25.09.1808, Россия).
- Денежная рента в размере 327 820 французских франков от Герцогства Варшавского и Королевства Вестфалия (30.07.1807).

## Образ в кино
- «Наполеон: путь к вершине» (Франция, Италия, 1955) — актёр Жан Габен
- «Аустерлиц» (Франция, Италия, Югославия, 1960) — актёр Жорж Маршаль
- Наполеон (сериал) (Франция, 2002), режиссёр Ив Симоно